# امپراتور آنتوکو
امپراتور آنتوکو (به ژاپنی: 安徳天皇)؛ زاده ۲۲ دسامبر ۱۱۷۸، درگذشته ۲۵ آوریل، ۱۱۸۵ میلادی) هشتاد و یکمین امپراتور ژاپن در دوره هی‌آن بود. وی نوه تایرا نو کیوموری و همسرش تایرا نو توکیکو بود.